# WWF Light Heavyweight Championship
O WWF Light Heavyweight Championship foi um título de wrestling profissional da World Wrestling Federation, disputado por lutadores que pesavam menos de 215 lb (98 kg). O título foi ativo entre 1981 e 2001.

## História
O WWF Light Heavyweight Championship foi introduzido no México pela Universal Wrestling Association. Mais tarde, foi disputado também no Japão. No entanto, só se tornou um título oficial da WWF em 1997, quando um torneio aconteceu para escolher um campeão.

### Torneio de 1997
|  | Quartas-de-final (RAW is WAR) | Quartas-de-final (RAW is WAR) | Quartas-de-final (RAW is WAR) |                   |            | Semifinais (RAW is WAR) | Semifinais (RAW is WAR) | Semifinais (RAW is WAR) |  |  | Final (In Your House 19) | Final (In Your House 19) | Final (In Your House 19) |  |
|  |                               |                               |                               |                   |            |                         |                         |                         |  |  |                          |                          |                          |  |
|  | 3 de Nov.                     | Águila                        | Pin                           |                   |            |                         |                         |                         |  |  |                          |                          |                          |  |
|  | 3 de Nov.                     | Águila                        | Pin                           |                   |            |                         |                         |                         |  |  |                          |                          |                          |  |
|  | Hershey                       | Super Loco                    | 5:12                          |                   |            |                         |                         |                         |  |  |                          |                          |                          |  |
|  | Hershey                       | Super Loco                    | 5:12                          |                   | 25 de Nov. | Águila                  | Pin                     |                         |  |  |                          |                          |                          |  |
|  |                               |                               |                               |                   | 25 de Nov. | Águila                  | Pin                     |                         |  |  |                          |                          |                          |  |
|  |                               |                               | Roanoke                       | Taka Michinoku    | 6:19       |                         |                         |                         |  |  |                          |                          |                          |  |
|  | 10 de Nov.                    | Taka Michinoku                | Roanoke                       | Taka Michinoku    | 6:19       | Pin                     |                         |                         |  |  |                          |                          |                          |  |
|  | 10 de Nov.                    | Taka Michinoku                |                               |                   |            |                         |                         |                         |  |  |                          |                          |                          |  |
|  | Ottawa                        | Devon Storm                   | 5:00                          |                   |            |                         |                         |                         |  |  |                          |                          |                          |  |
|  | Ottawa                        | Devon Storm                   | 5:00                          |                   | 7 de dez.  | Taka Michinoku          | Pin                     |                         |  |  |                          |                          |                          |  |
|  |                               |                               |                               |                   |            |                         |                         |                         |  |  |                          |                          |                          |  |
|  |                               |                               | Springfield                   | Brian Christopher | 12:00      |                         |                         |                         |  |  |                          |                          |                          |  |
|  | 11 de Nov.                    | Eric Shelley                  | Springfield                   | Brian Christopher | 12:00      | Pin                     |                         |                         |  |  |                          |                          |                          |  |
|  | 11 de Nov.                    | Eric Shelley                  |                               |                   |            |                         |                         |                         |  |  |                          |                          |                          |  |
|  | Cornwall                      | Scott Taylor                  | 5:27                          |                   |            |                         |                         |                         |  |  |                          |                          |                          |  |
|  | Cornwall                      | Scott Taylor                  | 5:27                          |                   | 25 de Nov. | Scott Taylor            | N/A                     |                         |  |  |                          |                          |                          |  |
|  |                               |                               |                               |                   | 25 de Nov. | Scott Taylor            | N/A                     |                         |  |  |                          |                          |                          |  |
|  |                               |                               | Roanoke                       | Brian Christopher |            |                         |                         |                         |  |  |                          |                          |                          |  |
|  | 24 de Nov.                    | Brian Christopher             | Roanoke                       | Brian Christopher | Pin        |                         |                         |                         |  |  |                          |                          |                          |  |
|  | 24 de Nov.                    | Brian Christopher             |                               |                   |            |                         |                         |                         |  |  |                          |                          |                          |  |
|  | Fayetteville                  | Flash Flanagan                | 3:30                          |                   |            |                         |                         |                         |  |  |                          |                          |                          |  |

Notas:

1 A luta foi exibida em 17 de novembro.

2 As lutas foram exibidas em 1° de dezembro.

3 Christopher venceu por desistência após Kane atacou Taylor.

### Aposentadoria do título
Em março de 2001, a World Wrestling Federation comprou a World Championship Wrestling. Após a conclusão da história da Invasion no no Survivor Series de 2001, o WWF Light Heavyweight Championship foi abandonado em favor do WCW Cruiserweight Championship. Simultaneamente, o WCW Cruiserweight Championship foi renomeado WWF Cruiserweight Championship. Este se tornaria, mais tarde, o WWE Cruiserweight Championship, sendo disputado até setembro de 2007.